# Oscaruddelingen 1999
Oscaruddelingen 1999 var den 71. oscaruddeling, hvor de bedste film fra 1998 blev hædret af Academy of Motion Picture Arts and Sciences. Uddelingen blev afholdt 21. marts 1999 i Dorothy Chandler Pavilion i Los Angeles, Californien, USA. Værten var Whoopi Goldberg.

## Vindere og nominerede
Vindere står øverst, er skrevet i fed.
| Bedste film - Shakespeare in Love – Donna Gigliotti, David Parfitt, Harvey Weinstein, Edward Zwick og Marc Norman, producere - Elizabeth – Alison Owen, Eric Fellner og Tim Bevan, producere - Livet er smukt – Elda Ferri og Gianluigi Braschi, producere - Saving Private Ryan – Steven Spielberg, Ian Bryce, Mark Gordon og Gary Levinsohn, producere - Den tynde røde linje – Robert Michael Geisler, Grant Hill og John Roberdeau, producere | Bedste instruktør - Steven Spielberg – Saving Private Ryan - Roberto Benigni – Livet er smukt - John Madden – Shakespeare in Love - Terrence Malick – Den tynde røde linje - Peter Weir – The Truman Show |
| Bedste mandlige hovedrolle - Roberto Benigni – Livet er smukt som Guido Orefice - Tom Hanks – Saving Private Ryan som Captain John Miller - Ian McKellen – Gods and Monsters som James Whale - Nick Nolte – Affliction som Wade Whitehouse - Edward Norton – American History X som Derek Vinyard | Bedste kvindelige hovedrolle - Gwyneth Paltrow – Shakespeare in Love som Viola De Lesseps - Cate Blanchett – Elizabeth som Dronning Elizabeth 1. af England - Fernanda Montenegro – Central Station som Isadora "Dora" Teixeira - Meryl Streep – Den eneste sandhed som Kate Gulden - Emily Watson – Hilary og Jackie som Jacqueline du Pré |
| Bedste mandlige birolle - James Coburn – Affliction som Glen Whitehouse - Robert Duvall – Civil Action som Jerome Facher - Ed Harris – The Truman Show som Christof - Geoffrey Rush – Shakespeare in Love som Philip Henslowe - Billy Bob Thornton – En simpel plan som Jacob Mitchell | Bedste kvindelige birolle - Judi Dench – Shakespeare in Love som Dronning Elizabeth 1. af England - Kathy Bates – Præsidentkandidaten som Libby Holden - Brenda Blethyn – Little Voice som Mari Hoff - Rachel Griffiths – Hilary og Jackie som Hilary du Pré - Lynn Redgrave – Gods and Monsters som Hanna |
| Bedste originale manuskript - Shakespeare in Love – Marc Norman og Tom Stoppard - Bulworth – Warren Beatty og Jeremy Pikser - Livet er smukt – Vincenzo Cerami og Roberto Benigni - Saving Private Ryan – Robert Rodat - The Truman Show – Andrew Niccol | Bedste manuskript baseret på materiale, der tidligere er produceret eller udgivet - Gods and Monsters – Bill Condon baseret på romanen Father of Frankenstein af Christopher Bram - Out of Sight – Scott Frank fra romanen af Elmore Leonard - Præsidentkandidaten – Elaine May baseret på romanen af Joe Klein - En simpel plan – Scott B. Smith baseret på hans roman - Den tynde røde linje – Terrence Malick baseret på romanen af James Jones |
| Bedste fremmedsprogede film - Livet er smukt (Italien) – Roberto Benigni - Central Station (Brasilien) – Walter Salles - Children of Heaven (Iran) – Majid Majidi - El abuelo (Spanien) – José Luis Garci - Tango (Argentina) – Carlos Saura | Bedste dokumentar - The Last Days – James Moll og Ken Lipper - Dancemaker – Matthew Diamond og Jerry Kupfer - The Farm: Angola, USA – Jonathan Stack og Liz Garbus - Lenny Bruce: Swear to Tell the Truth – Robert B. Weide - Regret to Inform – Barbara Sonneborn og Janet Cole |
| Bedste korte dokumentar - The Personals: Improvisations on Romance in the Golden Years – Keiko Ibi - A Place in the Land – Charles Guggenheim - Sunrise Over Tiananmen Square – Shui-Bo Wang og Donald McWilliams | Bedste kortfilm - Valgaften – Kim Magnusson og Anders Thomas Jensen - Culture – Will Speck and Josh Gordon - Holiday Romance – Alexander Jovy og JJ Keith - La Carte Postale – Vivian Goffette - Victor – Simon Sandquist og Joel Bergvall |
| Bedste korte animationsfilm - Bunny – Chris Wedge - The Canterbury Tales – Christopher Grace og Jonathan Myerson - Jolly Roger – Mark Baker - More – Mark Osborne og Steve Kalafer - Når livet går sin vej – Karsten Kiilerich og Stefan Fjeldmark | Bedste musik: Drama - Livet er smukt – Nicola Piovani - Elizabeth – David Hirschfelder - Pleasantville – Randy Newman - Saving Private Ryan – John Williams - Den tynde røde linje – Hans Zimmer |
| Bedste musik: Musical eller komedie - Shakespeare in Love – Stephen Warbeck - Græsrødderne – Randy Newman - Mulan – Musik af Matthew Wilder; Tekster af David Zippel; Orkestermusik af Jerry Goldsmith - Patch Adams – Marc Shaiman - Prinsen af Egypten – Musik og tekst af Stephen Schwartz; Orkester musik af Hans Zimmer | Best Original Song - "When You Believe" fra Prinsen af Egypten – Musik og tekst af Stephen Schwartz - "I Don't Want to Miss a Thing" fra Armageddon – Musik og tekst Diane Warren - "That'll Do" from Babe 2 - den kække gris kommer til byen – Musik og tekst af Randy Newman - "A Soft Place to Fall" from Hestehviskeren – Musik og tekst af Allison Moorer aog Gwil Owen - "The Prayer" from Det Magiske Sværd - Jagten På Camelot – Musik af Carole Bayer Sager og David Foster; Tekst af Carole Bayer Sager, David Foster, Tony Renis og Alberto Testa |
| Bedste redigering af lydeffekter - Saving Private Ryan – Gary Rydstrom og Richard Hymns - Armageddon – George Watters II - Zorro - den maskerede hævner – David McMoyler | Bedste lyd - Saving Private Ryan – Gary Rydstrom, Gary Summers, Andy Nelson og Ron Judkins - Armageddon – Kevin O'Connell, Greg P. Russell and Keith A. Wester - Zorro - den maskerede hævner – Kevin O'Connell, Greg P. Russell og Pud Cusack - Shakespeare in Love – Robin O'Donoghue, Dominic Lester og Peter Glossop - Den tynde røde linje – Andy Nelson, Anna Behlmer og Paul Brincat |
| Bedste scenografi - Shakespeare in Love – Martin Childs og Jill Quertier - Elizabeth – John Myhre og Peter Howitt - Pleasantville – Jeannine Oppewall og Jay Hart - Saving Private Ryan – Tom Sanders og Lisa Dean Kavanaugh - What Dreams May Come – Eugenio Zanetti og Cindy Carr | Bedste fotografering - Saving Private Ryan – Janusz Kamiński - Civil Action – Conrad Hall - Elizabeth – Remi Adefarasin - Shakespeare in Love – Richard Greatrex - Den tynde røde linje – John Toll |
| Bedste makeup - Elizabeth – Jenny Shircore - Saving Private Ryan – Lois Burwell, Conor O'Sullivan og Daniel C. Striepeke - Shakespeare in Love – Lisa Westcott og Veronica Brebner | Bedste kostumer - Shakespeare in Love – Sandy Powell - Beloved – Colleen Atwood - Elizabeth – Alexandra Byrne - Pleasantville – Judianna Makovsky - Velvet Goldmine – Sandy Powell |
| Bedste klipning - Saving Private Ryan – Michael Kahn - Livet er smukt – Simona Paggi - Out of Sight – Anne V. Coates - Shakespeare in Love – David Gamble - Den tynde røde linje – Billy Weber, Leslie Jones og Saar Klein | Bedste visuelle effekter - What Dreams May Come – Joel Hynek, Nicholas Brooks, Stuart Robertson and Kevin Mack - Armageddon – Richard R. Hoover, Pat McClung og John Frazier - Store Joe Young – Rick Baker, Hoyt Yeatman, Allen Hall og Jim Mitchell |

### Æres-Oscar
- Elia Kazan

### Irving G. Thalberg Memorial Award
- Norman Jewison